# Симеон Хаджикосев
Симеон Дончев Хаджикосев е български литературен критик и изследовател – специалист по западноевропейска литература, писател, преводач, полиглот.  Дългогодишен преподавател по история на античната и западноевропейската литература в СУ „Св. Климент Охридски“, професор, член на ПЕН център за България.

## Биография
Симеон Хаджикосев е роден в София на 7 март 1941 г. в семейство на чиновник. По бащина линия родът му е от Централния Балкан (гр. Дебелец, Търновско), а по майчина – от Македония (баба му е от Прилеп, дядо му – от Кукуш, а майка му е от Солун, където се установява семейството). За хуманитарните интереси на бъдещия литературен критик и историк съществен дял имат баща му Дончо С. Хаджикосев и чичо му Косю Хаджиев, инженер и математик, но полиглот с немски, френски, руски, английски и турски език.
Завършил е с отличие 22-ро ССУ „Георги С. Раковски“. През 1958 г. печата в сп. „Родна реч“ първото си стихотворение – „Раковски“. Между есента на 1958 г. и есента на 1960 г. отбива военна служба като граничар в село Ботурче, Ивайловградско. През същия период публикува около 25 стихотворения в сп. „Родна реч“, в. „Средношколско знаме“, в. „На боеви пост“ и в. „Нов живот“ (Кърджали).
През 1960 – 65 г. следва Българска филология във Филологическия факултет на Софийския държавен университет. Завършва като отличник на випуска и бива назначен за стажант-асистент по западноевропейска литература към Катедрата по Теория на литературата във Филологическия факултет (днес Факултет по славянски филологии). Там работи от 1965 г. Пенсионира се през 2009 г., но продължава да води лекции по Западноевропейска литература до 2016 г., когато провежда последната си изпитна сесия.
В Университета минава през всички стъпала на служебната йерархия: стажант-асистент (1965 – 67), асистент (1972 – 73), старши асистент (1973 – 75), главен асистент (1975 – 81), доцент (1981 – 91), професор (1991). През 1971 г. защитава успешно кандидатска дисертация на тема „Идейно-естетическо развитие в поезията на Пол Елюар“, а през 1989 г. докторска дисертация на тема „Провансалската лирика и нейното въздействие върху средновековната европейска поезия". През 1978 – 80 г. е лектор по български език и цивилизация в университета „Жан Мулен“ в Лион, Франция, а през 1994 – 96 г. – гост професор в Славянския семинар на Университета „Георг-Аугуст“ в Гьотинген, Германия.

## Научна работа
Неговата литературнокритическа и изследователска дейност е основно в 2 направления – западноевропейска литература и съвременна (преди: „постмодерна“) българска литература. Писал е статии и върху научната фантастика. Автор е на повече от 30 книги, стотици статии, есета, рецензии в литературния и периодичния печат, но основен труд е неговата монументална поредица „Западноевропейска литература“ (в 13 тома). Издава три книги с изследвания върху литературата за деца, една от които е литературно-критически очерк за Ран Босилек.  Автор е на мемоарна тетралогия, събрана в автобиографичните книги „Записки на конформиста“ (2005) и „Записки на вътрешния емигрант“ (2006).

### Многотомникът „Западноевропейска литература“
Първата част проследява процесите в европейската литература от началото на Средновековието до края на епохата на Ренесанса (V в. – ХVІІ в.). Втората част на изследването проследява три културноисторически формации, присъщи на културите от Централна и Западна Европа – барок, класицизъм и Просвещение. Проследени са феномени от средата на ХVІ в. до 1808 г., годината, през която Гьоте публикува първата част на своя „Фауст“. Том трети и четвърти са посветени на водещите култури на европейския романтизъм: немскоезичен и английски романтизъм (Част трета) и романски романтизъм (френски, италиански, испански, португалски романтизъм в Част четвърта). Изключение в тези два тома са студията за късния Гьоте в Част трета и тази за Хьолдерлин, с която завършва Част четвърта. Гьотевият „Фауст“ има ясно доловимо взаимодействие с немския романтизъм, а Хьолдерлин е една от най-ярките романтически личности на епохата (на непризнатия и нещастен гений). Част трета и четвърта на „Западноевропейска литература“ обхващат времевия диапазон от първата половина на ХІХ в., но поради закъснялостта на някои романтически формации (италиански, испански, португалски романтизъм) анализът по необходимост обхваща и третата четвърт на ХIХ в.
Петата част от „Западноевропейска литература“ е посветена на големите френски реалисти от ХІХ в. Въведение в нея е голямата студия „Реализмът – флогистонът на литературознанието“, в която авторът разглежда проблема за реализма в литературата от гледище на новите процеси в културата в началото на третото хилядолетие. В този том са поместени студии за единадесет големи френски реалисти (има статия и за Юго след 1851 г.), като наблюденията са изведени до 1908 г., годината, в която бъдещият тогава Нобелов лауреат за литература Анатол Франс публикува своята сатирична антиутопия „Островът на пингвините“.
За шестата част авторът пише: „Първоначално не възнамерявах да включа очерци за Елизабет Гескъл и Антъни Тролъп, но впоследтвие се убедих, че книгата не би била пълноценна, ако тези писатели липсват. Сред първоначалните ми намерения фигурираха Джордж Мередит и Томас Харди, но в хода на работата реших, че първият издребнява на фона на големите викториански романисти, а вторият, не е типичен неин представител. Що се отнася до Луис Карол в книгата, то също дойде по-късно и е мотивирано в последната глава.“
Седмата част от „Западноевропейската литература“, обозначена с подзаглавието Другите големи реалисти от ХІХ век, предлага очерци за най-значителните немскоезични писатели от онази епоха от Австрия, Германия и Швейцария, но също така набег и към редица по-малки литератури като белгийската и към едно от чудесата на европейската култура през онова столетие – скандинавските литератури.
При работата си над първите два тома от поредицата авторът е имал предвид както родни, така и чужди образци на този тип литература. Неговата „Западноевропейска литература“ е от типа университетски учебник, който обаче е широко отворен към максимално обширен кръг от читатели. Стремежът му в цялата поредица е да съчетае научната обективност и изчерпателност със занимателното и артистично поднасяне на материала. Текстът не е обременен с препратки и цитати под линия, като стремежът на автора е бил да вплете важната библиография в самото изложение.
Едно от достойнствата на тази обемиста поредица е българоцентричният поглед към процесите и явленията в западноевропейската литература и култура. Надстроявайки постиженията на най-големия български литературовед и компаративист проф. Иван Шишманов, авторът не се е поколебал да придаде на изследването си и образователен характер, като е цитирал в томовете откъси от стотици шедьоври на западноевропейската литература в поезия и проза, непревеждани в България. В публикуваните пет тома са поместени няколко хиляди стиха от класически шедьоври в художествен превод, дело на самия автор.
Друг съществен елемент от българоцентричността на поредицата са многобройните паралели с българската литература и култура, както и по-разгърнатите или по-бегли свидетелства за рецепцията на автори и творби в ареала на родната култура.
При написването на първите четири тома от поредицата авторът се е равнявал по лекционните курсове на проф. Иван Шишманов (особено неговата сравнителна литературна история на ХVІІІ в.), по „История на английската литература“ на проф. Марко Минков, издадена на английски език, старал се е да избегне недостатъците на университетските учебници на проф. Ал. Пешев, Пешев / Митов, Пешев / Л. Стефанова, които само допреди десетилетие все още служеха на студентите в България при подготовката им за изпит по западноевропейска литература.
Подходът на Симеон Хаджикосев към историята на западноевропейската литература е интердисциплинарен. Освен чисто литературоведските анализи той съдържа елементи на психобиографизъм, културологически, социологически и антропологически подходи. На страниците на неговата история се споменават и многобройни исторически личности, говори се за архитектура, живопис и музика, има интерес дори към история на модата. Третият том започва например със студията „Новият деветнадесети век“, която е опит за синтетичен портрет на столетието. В студиите, посветени на отделни автори, са посочени и анализирани почти всички български писания за тях, заслужаващи внимание. Десетки са портретите за автори, които само са били споменавани бегло в България. При всички случаи изследователят се е старал да поднесе съвременна визия за разглежданите писатели, като не е криел надеждата си, че тези литературни портрети могат да предизвикат появата на преводи на редица творби на български език или преиздаването на отдавна изчерпани преводи.
Онова, което вдъхва спокойствие и увереност на автора на тази многотомна поредица, е съзнанието за добре изпълнен дълг към родната хуманитаристика и увереността, че „Западноевропейска литература“ ще служи поне още няколко десетилетия на българските студенти и ученици, на учители, а и на всички ония, които проявяват интерес към западноевропейската литература.

## Отношения с Държавна сигурност
През 1973 г. Симеон Хаджикосев е зачислен за 9 мес. за сътрудник на Държавна сигурност, управление ПГУ-XIV в качеството на агент с псевдоним „Явор“.
На 25 юни 2011 г. проф. Симеон Хаджикосев опровергава изнесената от Комисията информация в отворено писмо до българските медии и институции, поместено на неговия личен сайт. На 27 юни 2011 г. Националната телевизия БТВ прави самостоятелно проучване. Разследващият журналист констатира, че от документите на досието става видно, че „водещият офицер на Хаджикосев е описвал аргументите му срещу сътрудничество, но накрая го е регистрирал като агент Явор“, което потвърждава правотата на доводите в Отвореното писмо на проф. Симеон Хаджикосев.

## Семейство
От 1965 г. е женен с Мария Хаджикосева, от която има двама синове – Роман и Антон.

## Награди
- За книгата си „Завръщане в детството“ получава наградата „П. Р. Славейков“ на Министерството на народната просвета (1981)
- За третата част от поредицата „Из записките на конформиста“ получава наградата на СБП за мемоаристика и публицистика (1999)
- Носител на Националната награда за литературна критика на Министерство на културата и Община Панагюрище „Нешо Бончев“ (2019)[9]